# Магдалина Хаджиделева
Магдалина (Магдалена) Христова Хаджиделева (Хаджидельова) (изписване до 1945 година: Магдалина хаджи Дѣлева) е българска просветна деятелка, учителка от Македония.

## Биография
Родена е около 1886 година в българския южномакедонски град Кукуш, тогава в Османската империя (днес Килкис, Гърция), в патриотично българско семейство. Баща ѝ е българският революционер Христо Хаджидельов, а майка ѝ е Тина (Катерина) Христова Измирлиева, сестра на Мицо Измирлиев. Има двама братя – Петър Хаджиделев и Георги Хаджиделев. В 1903 година Магдалина завършва с XIII випуск българската девическа гимназия в Солун. След това става учителка и учителства в родния си град Кукуш и в село Грамадна, Кукушко. Към октомври 1911 година е учителка в Петрич. През учебната 1912/1913 година учителства в Горно Броди и в Гевгели.
Занимава се и с революционна дейност и влиза във Вътрешната македоно-одринска революционна организация.
След опожаряването на Кукуш през Междусъюзническата война семейството се преселва в Свободна България.
В България Магдалина продължава да работи като учителка. Става деятелка на комунистическото движение.

## Родословие
|  |  |  |  |  |  |  |  |                                |                                |                                |                                | Христо Хаджидельов (? – около 1900) | Христо Хаджидельов (? – около 1900) | Христо Хаджидельов (? – около 1900) | Христо Хаджидельов (? – около 1900) | Христо Хаджидельов (? – около 1900) | Христо Хаджидельов (? – около 1900) |                                 |                                 | Катерина Измирлиева             | Катерина Измирлиева             | Катерина Измирлиева | Катерина Измирлиева | Катерина Измирлиева   | Катерина Измирлиева   |                       |                       |                       |                       |  |  |  |  |  |  |  |  |  |  |  |  |
|  |  |  |  |  |  |  |  |                                |                                |                                |                                | Христо Хаджидельов (? – около 1900) | Христо Хаджидельов (? – около 1900) | Христо Хаджидельов (? – около 1900) | Христо Хаджидельов (? – около 1900) | Христо Хаджидельов (? – около 1900) | Христо Хаджидельов (? – около 1900) |                                 |                                 | Катерина Измирлиева             | Катерина Измирлиева             | Катерина Измирлиева | Катерина Измирлиева | Катерина Измирлиева   | Катерина Измирлиева   |                       |                       |                       |                       |  |  |  |  |  |  |  |  |  |  |  |  |
|  |  |  |  |  |  |  |  |                                |                                |                                |                                |                                     |                                     |                                     |                                     |                                     |                                     |                                 |                                 |                                 |                                 |                     |                     |                       |                       |                       |                       |                       |                       |  |  |  |  |  |  |  |  |  |  |  |  |
|  |  |  |  |  |  |  |  |                                |                                |                                |                                |                                     |                                     |                                     |                                     |                                     |                                     |                                 |                                 |                                 |                                 |                     |                     |                       |                       |                       |                       |                       |                       |  |  |  |  |  |  |  |  |  |  |  |  |
|  |  |  |  |  |  |  |  | Петър Хаджиделев (1889 – 1983) | Петър Хаджиделев (1889 – 1983) | Петър Хаджиделев (1889 – 1983) | Петър Хаджиделев (1889 – 1983) | Петър Хаджиделев (1889 – 1983)      | Петър Хаджиделев (1889 – 1983)      |                                     |                                     | Георги Хаджиделев (1894 – 1925)     | Георги Хаджиделев (1894 – 1925)     | Георги Хаджиделев (1894 – 1925) | Георги Хаджиделев (1894 – 1925) | Георги Хаджиделев (1894 – 1925) | Георги Хаджиделев (1894 – 1925) |                     |                     | Магдалина Хаджиделева | Магдалина Хаджиделева | Магдалина Хаджиделева | Магдалина Хаджиделева | Магдалина Хаджиделева | Магдалина Хаджиделева |  |  |  |  |  |  |  |  |  |  |  |  |